# 393e division d'infanterie
La 393e division d'infanterie (en allemand : 393. Infanterie-Division ou 393. ID) est une des divisions d'infanterie de l'armée allemande (Wehrmacht) durant la Seconde Guerre mondiale.

## Création
La 393. Infanterie-Division est formée le 10 mars 1940 à partir de Landwehr et de l'état-major de l'Infanterie-Division z.b.V. 423 dans le Wehrkreis VI en tant qu'élément de la 9. Welle (9e vague de mobilisation).
Elle est organisée comme une Landesschützen-Division qui est une unité d'infanterie territoriale composée de personnel âgé et utilisé pour des fonctions de garde et de la garnison. C'est l'équivalent des régiments d'infanterie territoriale française.
La division est dissoute en septembre 1940 et son état-major prend en charge l'Oberfeldkommandantur 393 (OFK 393) en Pologne.

## Organisation

### Commandants
| Date                          | Grade                  | Commandant                 |
| ----------------------------- | ---------------------- | -------------------------- |
| 10 mars 1940 - 7 mai 1940     | Generalleutnant        | Theodor Freiherr von Wrede |
| 7 mai 1940 - ? septembre 1940 | General der Infanterie | Karl von Oven              |

## Théâtres d'opérations
- Pologne : Mars 1940 - Septembre 1940

## Ordres de bataille
- Infanterie-Regiment 659
- Infanterie-Regiment 660
- Infanterie-Regiment 661
- Kanonen-Batterie 393
- Aufklärungs-Schwadron 393
- Nachrichten-Kompanie 393
- Divisions-Nachschubführer 393